# Oedignatha raigadensis
Oedignatha raigadensis is een spinnensoort uit de familie van de bodemzakspinnen (Liocranidae).
De wetenschappelijke naam van de soort werd in 2006 gepubliceerd door Bastawade.